# Francisco Cabrera (actor)
Francisco Javier Cabrera (Lima, 23 de diciembre de 1984) es un actor, director, abogado y conductor peruano. Cabrera es abogado graduado de la Universidad de Lima, pero su prioridad a su carrera actoral es que lo hace más conocido. Es más conocido por haber protagonizado la serie de televisión Clave uno: Médicos en alerta de la televisora Frecuencia Latina, Ven Baila Quinceañera , La Perricholi entre otras.  

## Filmografía

### Cine
- Sebastián (2014) como Danny
- Bruja (2020) (Director).
- Busco novia	 (2022).
- Yuraq (2018)
- La Peor de mis Bodas 2
- La Peor de mis Bodas 3

### Televisión

#### Series y telenovelas
- Nunca te diré adiós (2005).
- Augusto Ferrando: De pura sangre (2005) como "Coro".
- Las vírgenes de la cumbia (2005) como "Balita" Gutiérrez (Rol antagónico principal).
- Las vírgenes de la cumbia 2 (2006) como "Balita" Gutiérrez (Rol antagónico principal).
- Pide un milagro (2006) como Tomás (Rol antagónico principal).
- Así es la vida (2006) como "Brad" (Rol secundario).
- Perú campeón (2007) como "Gabo" (Rol principal).
- Baila Reggaeton (2007) como Gian Piero (Rol recurrente).
- Sabrosas (2008) como William (Rol de invitado especial).
- La Fuerza fénix (2008) como José (Rol secundario).
- Placeres y Tentaciones (2009) como Pablo Labarthe.
- Clave uno: Médicos en alerta (2009) como Dr. Pablo Linares (Rol protagónico).
- Clave uno: Médicos en alerta 2 (2009) como Dr. Pablo Linares (Rol protagónico).
- Clave uno: Médicos en alerta 3 (2010) como Dr. Pablo Linares (Rol protagónico).
- La Perricholi (2011) como Leandro de Portocarrero (Rol principal).
- La Tayson, corazón rebelde (2012) como Pablo Sánchez-Concha (Rol antagónico principal).
- La reina de las carretillas (2012—2013) como Armando Dávila (Rol secundario).
- Solamente Milagros (2013) como Harold (Episodio: Una mala decisión) (Rol antagónico principal) y Mario (Episodio: En familia).
- Avenida Perú (2013) como Ulises Huarcayo Alva (Rol principal).
- Goleadores (2014) como Periodista (Rol de invitado especial).
- Nuestra Historia (2015–2016) como Raúl del Prado (Rol secundario).
- De millonario a mendigo (2016) como José Miguel.
- Al fondo hay sitio (2016) como Dr. Antonio Caballero / "El abogado atrasador" (Rol principal).
- Amores que matan (2016) como Profesor / "El profe" (Episodio: El profe) (Rol antagónico principal) y Tomás (Episodio: Mariel) (Rol antagónico principal).
- VBQ: Empezando a Vivir (2018) como Profesor Leonardo Luna-Victoria Arancibia (Rol antagónico secundario).
- Los otros libertadores (2021) como Oficial / Coronel Mariano Angulo (Rol principal).
- Luz de luna 2: Canción para dos (2022) como Dr. Franco Montoya (Rol secundario).
- Los otros libertadores 2 (2022) como Oficial / Coronel Mariano Angulo (Rol principal).

## Teatro
- Las Paredes.
- Sacco y Vanzetti (2005) (Dirección: Mateo Chiarella Viale) como Cesare Rossi.
- Woyzeck (2005).
- Super Popper (2006) (Dirección: Jorge Villanueva) como Joe / Super Popper.
- Iluminados (2007).
- Japón (2014) como Rubén.
- Todos eran mis hijos como George.
- Phoenix como Bruno.
- Humo en la neblina como Roberto.
- Nuvem como Exian Constantin.
- Años luz karl (De Federico Abrill).
- Como Director
- No voy a odiar de Izzeldin Abuelaish (director ) 2018
- Razones intangibles ( director) 2019
- Piscina de Federico Abril ((Director )2019
- A ver un Aplauso  ( Director ) (2021)
- Los reyes de Cortázar (Director ) 2022
- Maniquí (Director ) 2023
- Metamorfosis de Kafka (Director )2023
- Día de Suerte ( Director ) 2024
- Metamorfosis reposición
- El Mago de las tablas ( homenaje a Carlos Tolentino ) 2024 ( director )
- Después de ti azul infinito ( Director ) 2024
- Bajo tierra ( Director ) 2024
- Negocio Familiar de Federico Abril ( Director) 2025

## Premios y nominaciones
| Año  | Premio                                           | Categoría                                                                      | Trabajo                      | Resultado         | Ref. |
| ---- | ------------------------------------------------ | ------------------------------------------------------------------------------ | ---------------------------- | ----------------- | ---- |
| 2009 | Premio de El Informante Perú                     | Mejor pareja protagónica en la producción nacional del año (Con Karina Jordán) | Clave uno: Médicos en alerta | Ganador           |      |
| 2017 | Premio oficio crítico                            | Mejor actor categoría drama                                                    | Dramatis personae            | Ganador           |      |
| 2020 | Premio oficio crítico                            | Mejor proyecto en línea                                                        | Mediometraje Bruja           | Ganador           |      |
| 2022 | Serbian Internacional Youth Film Festival        |                                                                                | Mediometraje El curador      | Selección oficial |      |
| 2022 | Lift- off Filmmake Sessions de Pinewood Studios  |                                                                                | Mediometraje El curador      | Selección oficial |      |
| 2022 | Lift- off Filmmake Sessions de Pinewood Studios, |                                                                                | Mediometraje Bruja           | Selección oficial |      |
| 2023 | Premio oficio crítico                            | Mejor directo teatro formato largo                                             | Metamorfosis                 | Ganador           |      |
| 2023 | Premio oficio crítico                            | Mejor espectáculo Drama                                                        | Metamorfosis                 | Ganador           |      |